# 2014年全米オープン (テニス)
2014年 全米オープン（2014ねんぜんべいオープン、US Open 2014）は、アメリカ・ニューヨークにある「USTA ビリー・ジーン・キング・ナショナル・テニスセンター」にて、2014年8月25日から9月8日にかけて開催された。

## ポイントと賞金総額

### ポイント配分

#### シニア
| 種目           | W    | F    | SF  | QF  | 4回戦 | 3回戦 | 2回戦 | 1回戦 | Q   | Q3  | Q2  | Q1  |
| 男子シングルス | 2000 | 1200 | 720 | 360 | 180   | 90    | 45    | 10    | 25  | 16  | 8   | 0   |
| 男子ダブルス   | 2000 | 1200 | 720 | 360 | 180   | 90    | 0     | N/A   | N/A | N/A | N/A | N/A |
| 女子シングルス | 2000 | 1300 | 780 | 430 | 240   | 130   | 70    | 10    | 40  | 30  | 20  | 2   |
| 女子ダブルス   | 2000 | 1300 | 780 | 430 | 240   | 130   | 10    | N/A   | N/A | N/A | N/A | N/A |

| 種目               | W   | F   | SF/3rd | QF/4th |
| シングルス         | 800 | 500 | 375    | 100    |
| ダブルス           | 800 | 500 | 100    | N/A    |
| クァードシングルス | 800 | 500 | 375    | 100    |
| クァードダブルス   | 800 | 100 | N/A    | N/A    |

| 種目           | W   | F   | SF  | QF  | 2回戦 | 1回戦 | Q   | Q3  |
| 男子シングルス | 375 | 270 | 180 | 120 | 75    | 30    | 25  | 20  |
| 女子シングルス | 375 | 270 | 180 | 120 | 75    | 30    | 25  | 20  |
| 男子ダブルス   | 270 | 180 | 120 | 75  | 45    | N/A   | N/A | N/A |
| 女子ダブルス   | 270 | 180 | 120 | 75  | 45    | N/A   | N/A | N/A |

### 賞金総額
| 種目          | W          | F          | SF       | QF       | 4回戦    | 3回戦    | 2回戦   | 1回戦   | Q3      | Q2     | Q1     |
| シングルス    | $3,000,000 | $1,450,000 | $730,000 | $370,250 | $187,300 | $105,090 | $60,420 | $35,754 | $13,351 | $8,781 | $4,551 |
| ダブルス*     | $520,000   | $250,000   | $124,450 | $62,060  | $32,163  | $20,063  | $13,375 | N/A     | N/A     | N/A    | N/A    |
| 混合ダブルス* | $150,000   | $70,000    | $30,000  | $15,000  | $10,000  | $5,000   | N/A     | N/A     | N/A     | N/A    | N/A    |

* 組ごとに授与
またエミレーツ全米オープンシリーズの上位3名にはボーナスチャレンジの権利が与えられ、女子総合優勝したセリーナ・ウィリアムズが全米オープンで優勝したため100万ドルのボーナスを獲得。合計400万ドルを獲得した。なお男子総合優勝のミロシュ・ラオニッチは4回戦で錦織圭に敗れ7万ドル、合計257,300ドルを獲得した。

## 放送
アメリカでは47年連続でCBSが、またテニス・チャンネルとESPNで放送。メインの実況はビル・マカティー、解説にジョン・マッケンローとメアリー・カリロが担当。カリロは男女シングルスの表彰式のインタビュアーも務めた。またCBSはこの大会を最後に撤退されることが決定している。
アメリカ以外では世界200カ国・地域にて放送。ヨーロッパではユーロスポーツ、日本ではWOWOWで放送された。

## シニア

### 男子シングルス
マリン・チリッチ def.  錦織圭, 6-3, 6-3, 6-3
- チリッチはグランドスラム初優勝。男子シングルスでクロアチア勢としての四大大会優勝は2001年ウィンブルドンのゴラン・イワニセビッチ以来の快挙となった[3]。

### 女子シングルス
セリーナ・ウィリアムズ def.  キャロライン・ウォズニアッキ, 6-3, 6-3
- セリーナは3年連続6度目の優勝である。4大大会通算18勝目であり最年長の優勝者となった[4]。

### 男子ダブルス
ボブ・ブライアン /  マイク・ブライアン def.  マルセル・グラノイェルス /  マルク・ロペス 6—4, 6—3
- ブライアン兄弟は2年ぶり5度目の優勝である。4大大会通算16勝目であり、キャリア通算100勝目を挙げた[5]。

### 女子ダブルス
エカテリーナ・マカロワ /  エレナ・ベスニナ def.  マルチナ・ヒンギス /  フラビア・ペンネッタ, 2–6, 6–3, 6–2
- マカロワとベスニナは初優勝である。2013年全仏オープン以来の4大大会2勝目を挙げた。

### 混合ダブルス
サニア・ミルザ /  ブルーノ・ソアレス def.  アビゲイル・スピアーズ /  サンティアゴ・ゴンザレス, 6–1, 2–6, [11–9]